# باتريك فابر
باتريك فابر (بالإنجليزية: Patrick Faber) هو سياسي بليزي، ولد في 21 مارس 1978 في مدينة بليز في بليز. حزبياً، نشط في United Democratic Party (Belize) ‏. وقد انتخب عضو مجلس نواب بليز عن دائرة Collet (Belize House constituency) ‏ وقد انضم خلال فترته النيابية ‏  للكتلة البرلمانية United Democratic Party (Belize) ‏ وانتخب عضو مجلس نواب بليز عن دائرة Collet (Belize House constituency) ‏ وقد انضم خلال فترته النيابية ‏  للكتلة البرلمانية United Democratic Party (Belize) ‏.